# Повір
Повір (словен. Povir) — поселення в общині Сежана, Регіон Обално-крашка, Словенія. Висота над рівнем моря: 401 м.